# Spennymoor Town F.C.

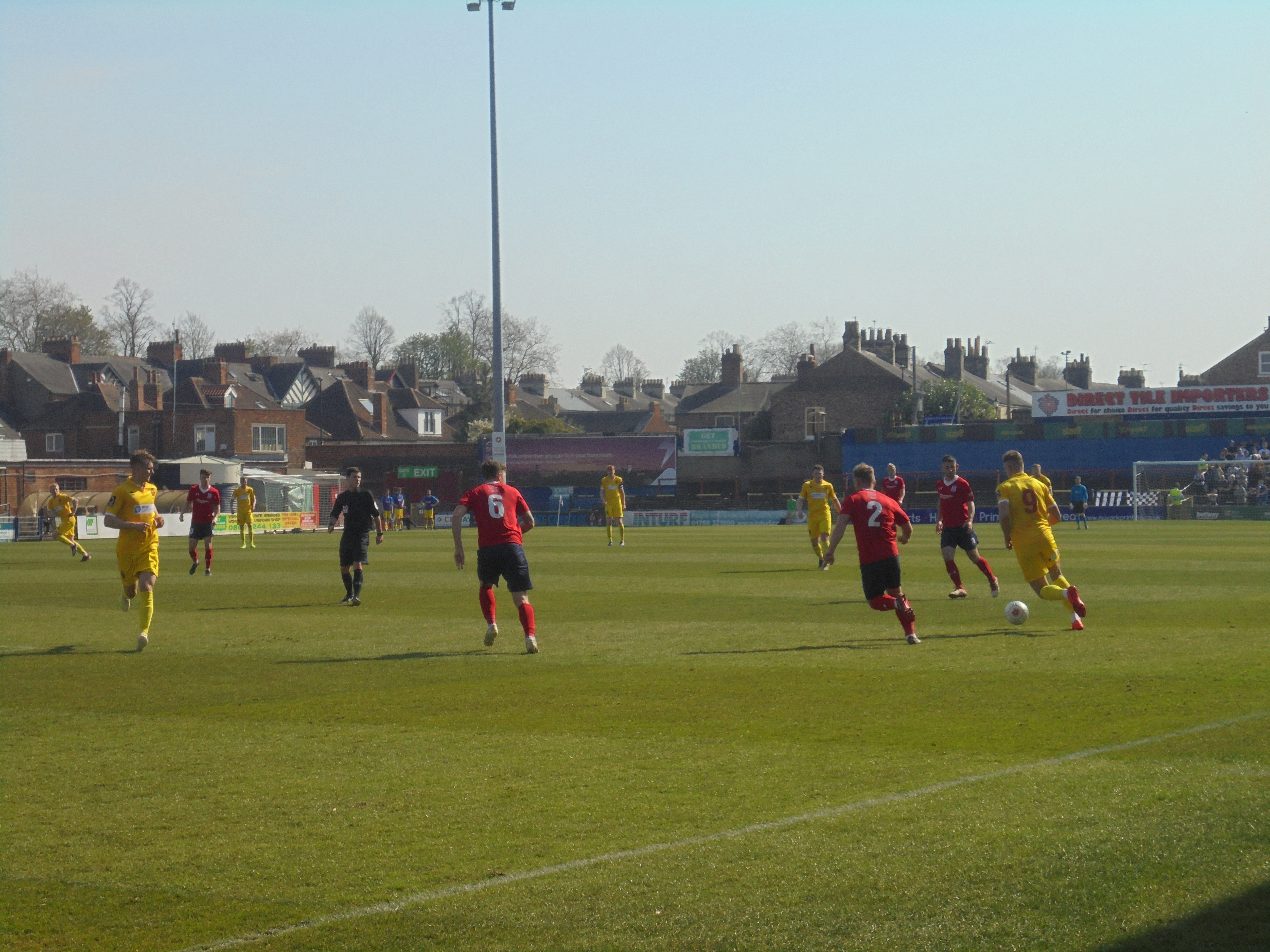
Spennymoor Town thi đấu trước York City F.C. trên sân Bootham Crescent vào năm 2019.

Spennymoor Town FC là một câu lạc bộ bóng đá có trụ sở tại Spennymoor, Hạt Durham, Anh. Đội bóng hiện thi đấu tại National League North, cấp độ thứ 6 của bóng đá Anh, và có sân nhà ở Brewery Field.

## Danh hiệu
Liên đoàn
- Northern League
  - Nhà vô địch Division One các mùa giải (4) 2009–10, 2010–11, 2011–12, 2013–14[3]
  - Á quân Division One mùa giải 2012–13
  - Nhà vô địch Division Two mùa giải 2006–07

Cúp
- FA Vase
  - Nhà vô địch mùa giải 2012–13
- Durham County Challenge Cup
  - Nhà vô địch mùa giải 2011–12
  - Á quân các mùa giải (2) 2012–13, 2013–14
- Brooks Mileson Memorial League Cup
  - Nhà vô địch mùa giải 2012–13
  - Á quân mùa giải 2010–11
- JR Cleator Cup
  - Nhà vô địch các mùa giải (4) 2011–12, 2012–13, 2013–14, 2014–15[4]